# Naturkunde-Museum Bielefeld
Das städtische Naturkunde-Museum Bielefeld (kurz „namu“) befindet sich nach mehreren Umzügen seit 1986 im historischen Spiegelshof, einem Adelshof aus dem 16. Jahrhundert. Seine Ursprünge gehen auf die Sammeltätigkeit von Privatpersonen zurück. Diese Sammlungen von Kuriositäten und Naturalien wurden erstmals 1889 der Öffentlichkeit präsentiert, die offizielle Museumsgründung erfolgte 1906.
Die biologischen, geologischen und archäologischen Sammlungen des Museums beherbergen heute insgesamt rund 575.000 Objekte. Die Dauerausstellungen seit 2007 thematisieren die Umwelt- und Nachhaltigkeitsdebatte.

## Geschichte

### 1889 bis 1906: Sparrenburg
Das „Museum der Stadt Bielefeld“ wurde am 12. Mai 1889 auf der Sparrenburg eröffnet. Wegen Platzmangel und ungeeignetem Raumklima wurde jedoch schon bald nach neuen Räumlichkeiten gesucht.

### 1906 bis 1945: Kaselowsky-Villa
Am 3. Oktober 1906 wurde das Städtische Museum mit einer geschichtlichen und naturwissenschaftlichen Abteilung in der ehemaligen Kaselowsky-Villa eingeweiht. Als ehrenamtlicher Pfleger der naturwissenschaftlichen Abteilung wurde Alfred Zickgraf vom Magistrat der Stadt Bielefeld bestellt. Durch zahlreiche Schenkungen von Privatpersonen, insbesondere der Familie Oetker, wuchsen die naturwissenschaftlichen Sammlungen rasant und wurden von weiteren ehrenamtlichen Pflegern betreut und erweitert. Nach Ausgliederung der historischen Abteilung beherbergte die Kaselowsky-Villa ab 1929 ausschließlich die naturwissenschaftliche Abteilung. Unter den Nationalsozialisten wurden die Ehrenamtlichen mit jüdischem Hintergrund mit Arbeitsverboten belegt, teils enteignet und zur Emigration gezwungen. Spätestens ab 1944 wurden aufgrund der zunehmenden Gefahr durch alliierte Bombenangriffe die Sammlungen in verschiedene Gebäude ausgelagert.

### 1945 bis 1964: Die Zeit der Auslagerung
In dieser Zeit stand für das Naturkunde-Museum kein Gebäude zur Verfügung, da die Kaselowsky-Villa für die neu gegründete Pädagogische Akademie genutzt wurde. Die Sammlungen waren auf den Dachböden verschiedener Bielefelder Schulen zwischengelagert und nahmen durch häufige Umlagerungen und Schädlingsbefall großen Schaden. Ein Großteil der vor dem Zweiten Weltkrieg aufgebauten Sammlung wurde dadurch unwiederbringlich zerstört. Betroffen waren zahlreiche Insektenkästen, unter anderem eine Sammlung von Louis Oetker, die ein vollständiges Abbild der heimischen Schmetterlingsfauna lieferte, und auch größere Tierpräparate wie ein Eisbär, der am 31. Juli 1907 von dem früheren ehrenamtlichen Pfleger Karl Behrens auf einer Expedition ins Nördliche Eismeer erlegt wurde. Auch eine Ammonitensammlung des Geologen Wilhelm Althoff mit mehr als 1000 Objekten zählt zu den Verlusten. Die Mitglieder des Naturwissenschaftlichen Vereins versuchten, die erhaltenen Sammlungsteile zu bewahren und sie auch ohne Museumsgebäude der Allgemeinheit zugänglich zu machen.

### 1964 bis 1977: Stapenhorststraße
Im Rahmen der 750-Jahr-Feier der Stadt Bielefeld im Jahr 1964 wurde beschlossen, die Naturkunde-Abteilung des Städtischen Museums wieder ins Leben zu rufen. Martin Büchner wurde als erster hauptamtliche Leiter der Abteilung eingestellt und erhielt provisorische Räumlichkeiten in der Stapenhorststraße 1 – ein Gebäude, welches wegen der Pläne zum Bau des Ostwestfalendammes bereits auf der Abbruchliste stand. Mit Unterstützung des Naturwissenschaftlichen Vereins wurden verbliebene Sammlungsteile dort wieder zusammengetragen und auf 150 Quadratmeter Ausstellungsfläche einige kleine Wechselausstellungen gestaltet.

### 1977 bis 1986: Adenauerplatz
Nach dem Abbruch des Gebäudes an der Stapenhorststraße 1 wurden die Magazine und Arbeitsräume in die damalige Kreuzstraße 38, dem heutigen Verwaltungsgebäude des Museums am Adenauerplatz 2, verlegt. Ausstellungsräume gab es nicht. Museumsleiter Martin Büchner nutzte diese Zeit für Exkursionen und Sammeltätigkeit, durch die er die geologische Sammlung erheblich erweitern konnte. Dabei wurden auch bedeutende Objekte gefunden, wie z. B. der Holotyp des Urlurchs Cyclotosaurus buechneri oder der Vorderfußabdruck eines iguanodonten Dinosauriers.

### Seit 1986: Spiegelshof
Im Jahre 1986 bezog das Naturkunde-Museum den als Provisorium gedachten historischen Spiegelshof mit einer Ausstellungsfläche von etwa 450 Quadratmetern in unmittelbarer Nachbarschaft zum Verwaltungsgebäude. Vorherige wiederkehrende Planungen für einen Neubau oder Umzüge in andere Gebäude wurden vom Rat der Stadt Bielefeld ebenso fallen gelassen wie die Überlegungen für die Verlegung in die „Neue Hechelei“ im Ravensberger Park. Im Jahr 1994 gründete sich der Förderverein für das Naturkunde-Museum Bielefeld mit dem vorrangigen Ziel, den Umzug des Museums in die „Neue Hechelei“ im Ravensberger Park voranzutreiben. Weitere Schwerpunkte seiner Arbeit waren seitdem die Unterstützung der Bildungsarbeit sowie konzeptionelle und finanzielle Unterstützung bei Sammlungen, Ausstellungen und Projekten.
1999 übernahm Isolde Wrazidlo die Leitung des Museums. Die ersten Jahre wurden bestimmt durch die Renovierung und den Umbau des Spiegelshofs (2003–2004), die Erneuerung der Dauerausstellung (2005–2007), die Installation der „Naturhistorischen Zeitreise mit der StadtBahn“ (2006) sowie der Etablierung eines umfangreichen Bildungsangebotes mit 800–1000 jährlichen Veranstaltungen. Am 1. September 2009 wurde das Naturkunde-Museum nach vielen Jahrzehnten der Zugehörigkeit zuerst zur Kunsthalle Bielefeld und später zum Historischen Museum wieder ein selbstständiges Amt. Mehrere Anläufe, das Museum in die „Neue Hechelei“ umzusiedeln, scheiterten. Im Jahr 2019 wurde erneut mit der Konzeption zum Umzug des Naturkunde-Museums in die „Neue Hechelei“ im Ravensberger Park begonnen und eine Machbarkeitsstudie beauftragt, die im Mai 2020 dem Bielefelder Kulturausschuss vorgestellt wurde. Seit dem 1. Januar 2023 leitet Ingo Höpfner das Museum.

## Ausstellungen

### Dauerausstellungen
Die im Jahr 2007 eröffnete und im Jahr 2021 überarbeitete Dauerausstellung natur | mensch | umwelt befasst sich mit Fragen zu Klimawandel, Ressourcenverbrauch und Umweltverschmutzung.

### Museumsschaufenster in der Stadt
Zum hundertjährigen Jubiläum des Museums im Jahr 2006 wurde mit Unterstützung des Fördervereins in den Stationen der Bielefelder Stadtbahnlinie 4 Bodenvitrinen installiert, in denen Bielefelder Erdgeschichte durch Repliken fossiler Funde, darunter Wollnashorn und Riesensalamander, anschaulich gemacht wird. Die Installation eines originalen Bohrkerns in einer unterirdischen Station illustriert 220 Millionen Jahre Bielefelder Erdgeschichte.

### Sonderausstellungen
Seit der Wiedereröffnung des Museums im Jahre 1986 präsentiert das Museum jährlich 3 bis 5 Sonderausstellungen.

## Sammlungen

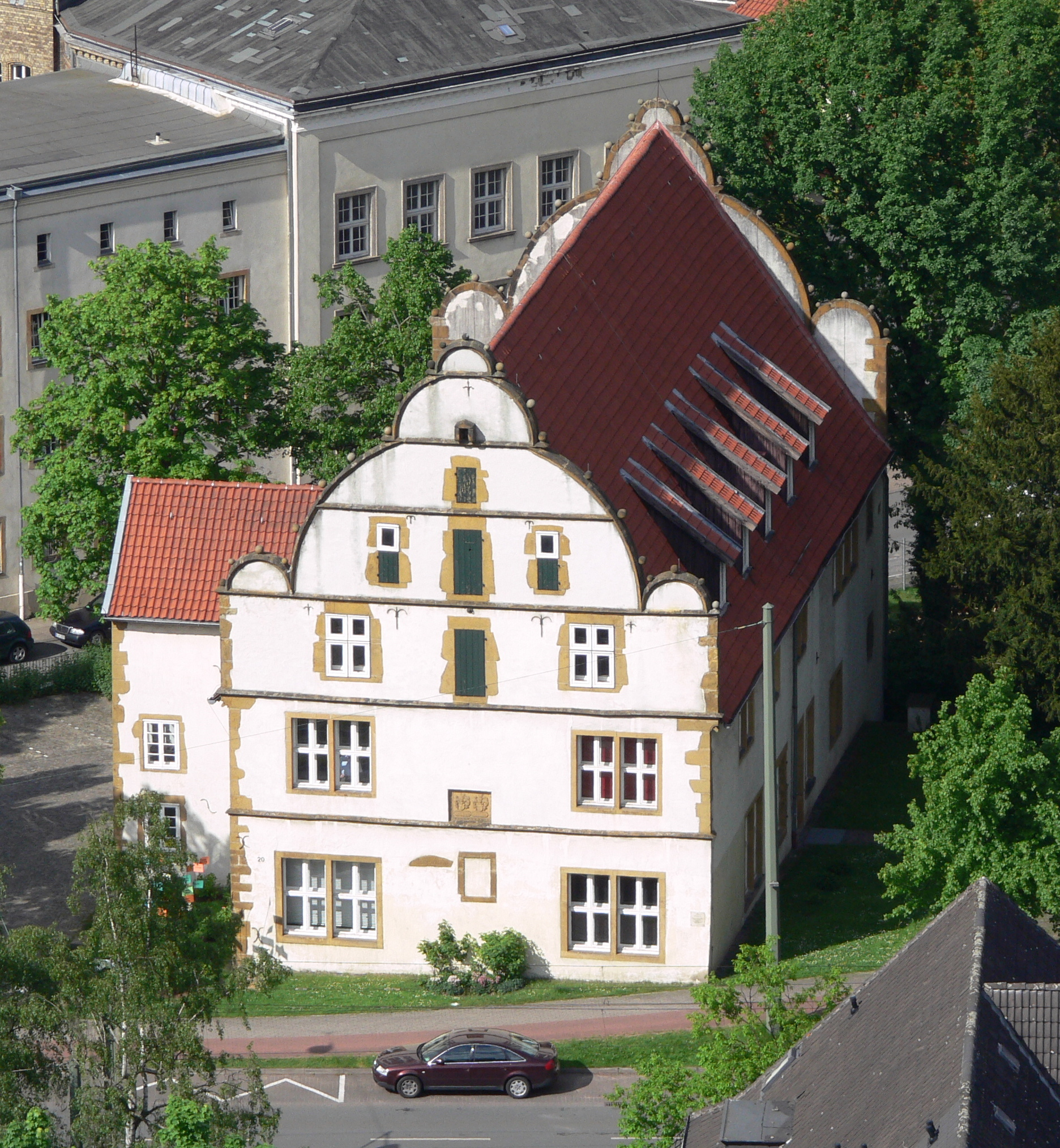
Das Naturkundemuseum Bielefeld im Spiegelschen Hof.

Die Sammlungen des Bielefelder Naturkunde-Museums gliedern sich in die Teilbereiche Biologie, Geologie und Archäologie. Darüber hinaus verfügt das Museum über eine der Öffentlichkeit nicht zugängliche Präsenzbibliothek wissenschaftlicher Literatur.

### Biowissenschaftliche Abteilung
Die biowissenschaftliche Abteilung enthält etwa 415.000 Objekte.

#### Zoologische Sammlung
Invertebraten: Die Klasse der Insekten mit Käfern, Schmetterlingen, Wanzen und Hautflüglern ist mit etwa 400.000 Einzelexemplaren in den Sammlungen vertreten. Der Schwerpunkt liegt auf der einheimischen Insektenwelt. Am umfangreichsten ist jedoch die Käfersammlung mit über 220.000 Exemplaren, überwiegend von Fundorten in Nordrhein-Westfalen bzw. Ostwestfalen-Lippe. Unter anderem ist hier die artenreiche Käferfauna der Senne und des angrenzenden Lippischen Waldes mit geschätzt über 2.500 Arten abgebildet. Die Sammlung enthält außerdem rund 50.000 Schmetterlinge aus dem Gebiet Westfalens. Die Insektensammlung des Naturkunde-Museums wird von der seit 1965 bestehenden Arbeitsgemeinschaft Westfälischer Entomologen e. V. bearbeitet.
Die rund 15.000 Stücke umfassende Schnecken- und Muschelsammlung liefert mit etwa 2.000 vertretenen unterschiedlichen Arten einen Überblick über das Arteninventar europäischer und außereuropäischer Küsten.
Vertebraten: Die rund 500 Exemplare umfassende Vogelsammlung enthält fast alle der etwa 250 in Deutschland vorkommenden Brutvögel, darunter auch heute seltene Arten wie Ortolan, Steinschmätzer und Doppelschnepfe. Die Säugetiersammlung überwiegend heimischer Arten umfasst etwa 100 Dermoplastiken sowie einige Schädel und Skelette.

#### Botanische Sammlung
Die Pflanzensammlung enthält ein etwa 1.200 Exemplare umfassendes Moos-Herbarium, eine kleine Früchte- und Samensammlung sowie ein etwa 200 Objekte beinhaltendes Herbar überwiegend krautiger Pflanzen aus dem Raum Bielefeld.

### Geowissenschaftliche Abteilung
Die geowissenschaftliche Abteilung enthält etwa 60.000 Objekte.

#### Erdgeschichtlich-stratigraphische Sammlung
Die erdgeschichtliche Sammlung mit 30.000 Belegen enthält schwerpunktmäßig Gesteine und Fossilien aus Ostwestfalen-Lippe, insbesondere von Aufschlüssen aus Trias, Jura und Kreide der unmittelbaren Umgebung Bielefelds. Hinzu kommen eine Sammlung pleistozäner Geschiebe aus dem Gebiet um Bielefeld und Großsäugerreste aus den Terrassenkiesen der Weser. Besonders bedeutende Objekte sind die Holotypen des triassischen Riesenlurchs Cyclotosaurus buechneri und des jurassischen Plesiosauriers Arminisaurus schuberti. Großen Wert besitzt eine Stiftung von August Oetker aus dem Jahr 1907, die eine repräsentative Sammlung von oligozänen Fossilien aus den Schichten des Doberg bei Bünde sowie pleistozäne Großsäuger-Reste umfasst.

#### Mineralogisch-petrographische Sammlung
Bei der mineralogisch-petrographischen Sammlung mit insgesamt etwa 30.000 Stücken fanden die Mineralvorkommen der Region Ostwestfalen und angrenzender niedersächsischer Gebiete besondere Aufmerksamkeit.

### Archäologische Abteilung
Die archäologische Abteilung umfasst schätzungsweise 100.000 Artefakte. Schwerpunkte der Sammlung sind regionale Alt-, Mittel- und Jungsteinzeitfunde aus den Gebieten Steinhagen, Quelle-Blömkeberg, Sennestadt-Stukenbrock, Helpup, Stapelage und Borgholzhausen. Darunter sind Pfeilspitzen, Speerspitzen, neolithische Dolche, Sicheln, Kernbeile, Meißel, Steinäxte mit Bohrung, Kratzer, Klingen, Kerne, Abschläge und Mikrolithen. Daneben gibt es eine Sammlung von steinzeitlichen Artefakten aus Hessen und dem Ostseeraum sowie aus Nordamerika und Rezentmaterial aus Papua-Neuguinea.